# Sidney (Iowa)
Sidney és una població dels Estats Units a l'estat d'Iowa. Segons el cens del 2000 tenia 1.300 habitants.

## Demografia
Segons el cens del 2000, Sidney tenia 1.300 habitants, 491 habitatges, i 330 famílies. La densitat de població era de 398,4 habitants/km².
Dels 491 habitatges en un 34,4% hi vivien nens de menys de 18 anys, en un 53,6% hi vivien parelles casades, en un 11,2% dones solteres, i en un 32,6% no eren unitats familiars. En el 28,9% dels habitatges hi vivien persones soles el 18,3% de les quals corresponia a persones de 65 anys o més que vivien soles. El nombre mitjà de persones vivint en cada habitatge era de 2,48 i el nombre mitjà de persones que vivien en cada família era de 3,05.
Per edats la població es repartia de la següent manera: un 27,1% tenia menys de 18 anys, un 6,1% entre 18 i 24, un 24,2% entre 25 i 44, un 21,2% de 45 a 60 i un 21,5% 65 anys o més.
L'edat mediana era de 39 anys. Per cada 100 dones de 18 o més anys hi havia 78,9 homes.
La renda mediana per habitatge era de 36.375 $ i la renda mediana per família de 45.278 $. Els homes tenien una renda mediana de 30.292 $ mentre que les dones 24.135 $. La renda per capita de la població era de 15.027 $. Entorn del 6,6% de les famílies i el 9,7% de la població estaven per davall del llindar de pobresa.

## Poblacions més properes
El següent diagrama mostra les poblacions més properes.